# 톱 14
톱 14 (fr)는 프랑스의 최상위 프로 럭비 유니온 리그로, 프랑스 럭비 리그(LNR)가 운영하는 국가 리그 시스템의 최고 레벨을 구성한다. 1892년에 창설되었으며, 14개 팀이 리그에 참가하여 이름을 톱 14라고 붙였다. 과거에는 톱 16으로 알려졌으며, 하위 리그인 럭비 프로 D2와의 승강제를 실시하고 있다.
프랑스에서 개최되는 이 리그는 잉글랜드 프리미어십과 유나이티드 럭비 챔피언십과 함께 유럽의 주요 프로 리그 중 하나로, 각 리그에서 성공을 거둔 팀들은 유럽 럭비 챔피언스 컵에 출전할 수 있다. 유럽 전역에서 최고의 팀들이 참여하는 이 대회는 하이네켄 컵을 대체하며 2013–14 시즌 이후 시작되었다.

## 역사

### 초창기
톱 14는 1892년에 파리의 두 팀, 스타드 프랑세와 레이싱 클럽 드 프랑스 사이의 첫 결승전으로 시작되었다. 레이싱 클럽 드 프랑스가 초대 챔피언에 올랐다. 이 대회는 1915년부터 1919년까지 제1차 세계 대전으로, 1940년부터 1942년까지 제2차 세계 대전으로 인해 중단된 적이 있다.

### 전시
전쟁 기간 동안 리그는 잠정적으로 중단되었으며, 많은 선수들이 전쟁에 참전하거나 다른 역할로 배치되었다.

### 전후
전후 시기에는 리그가 다시 활성화되었으며, 부클리에 드 브레누스(Bouclier de Brennus) 트로피가 매년 우승팀에게 수여되었다.

### 프로화 시대
1995년, 럭비 유니온이 프로 스포츠로 전환하면서 톱 14도 프로 리그로 발전하게 되었다. 이 변화는 리그의 상업적 성공과 더불어 팀과 선수들의 기량을 대폭 향상시켰다.

### 중흥기 (현재)
현재 톱 14는 세계에서 가장 강력하고 상업적으로 성공적인 럭비 리그 중 하나로 자리 잡았다. 많은 유명 선수들이 이 리그에서 활동하고 있으며, 각 팀은 엄청난 관중 수를 자랑하는 경기를 치른다. 스타드 툴루세인은 현재 23회 우승으로 리그 역사상 가장 성공적인 클럽이다.

## 리그 구조
톱 14는 매 시즌 팀당 2라운드씩 총 26경기를 치르며, 정규 시즌 상위 팀들은 플레이오프를 통해 챔피언을 결정한다. 리그의 최하위 팀들은 하부 리그인 프로 D2로 강등되며, 프로 D2 상위 팀들은 톱 14로 승격될 기회를 얻는다.

## 유럽 대회 진출
톱 14 상위 팀들은 유럽 럭비 챔피언스 컵에 출전하여 유럽 최강의 클럽들과 맞붙는다. 이는 프리미어십과 유나이티드 럭비 챔피언십 팀들도 참여하는 대회로, 유럽 럭비 클럽들의 최종 챔피언을 가리는 대회다.

## 2024–25 시즌 참가 팀
| 팀            | 연고지          | 경기장                 | 수용 인원 | 이전 시즌                   | 1부 리그 참가 횟수 |
| ------------- | --------------- | ---------------------- | --------- | --------------------------- | ------------------ |
| 바욘          | 바욘            | Stade Jean-Dauger      | 14,370    | 8위                         | 91                 |
| 보르도 Bègles | 보르도          | Stade Chaban-Delmas    | 34,462    | 6위 (준결승)                | 12                 |
| 카스트르      | 카스트르        | Stade Pierre-Fabre     | 12,300    | 9위                         | 81                 |
| 클레몽        | 클레르몽페랑    | Stade Marcel-Michelin  | 19,357    | 10위                        | 94                 |
| 라 로셰       | 라로셸          | Stade Marcel-Deflandre | 16,700    | 2위 (준우승)                | 62                 |
| 리옹          | 리옹            | Stade de Gerland       | 35,000    | 3위 (준결승 진출)           | 56                 |
| 몽펠리에      | 몽펠리에 (에로) | GGL Stadium            | 15,697    | 11위                        | 27                 |
| 섹션 팔로즈   | 포              | Stade du Hameau        | 14,588    | 12위                        | 83                 |
| 페르피낭      | 페르피냥        | Stade Aimé-Giral       | 14,593    | 13위 (강등 플레이오프 우승) | 82                 |
| 레이싱        | 낭테르          | Paris La Défense Arena | 30,680    | 5위 (준결승)                | 103                |
| 스타드 프랑세 | 파리            | Stade Jean-Bouin       | 20,000    | 4위 (준결승 진출)           | 71                 |
| 툴롱          | 툴롱            | Stade Mayol            | 17,500    | 7위                         | 97                 |
| 툴루즈        | 툴루즈          | Stade Ernest-Wallon    | 19,500    | 1위 (우승)                  | 105                |
| 반            | 반              | Stade de la Rabine     | 11,303    | 2023–24 프로 D2 승격        | 5                  |

## 현재 경기장
| 리옹                     | 보르도 | 낭테르 | 파리 | 툴루즈                 |
| ------------------------ | --- | --- | --- | ---------------------- |
| 스타드 드 제를랑         | 스타드 샤반-델마스 | 파리 라 디펜스 아레나 | 스타드 장-부앵 | 스타드 에르네스트-왈롱 |
| 수용 인원: 25,000        | 수용 인원: 34,462 | 수용 인원: 30,680 | 수용 인원: 20,000 | 수용 인원: 19,500      |
|                          | | | |                        |
| 클레르몽페랑             | 바욘네보르도카스트르클레르몽페랑라 로셰유리옹몽펠리어포페르피냥낭테르파리툴롱툴루즈반class=notpageimage\| 2023–24 톱 14 시즌의 팀 위치 | 바욘네보르도카스트르클레르몽페랑라 로셰유리옹몽펠리어포페르피냥낭테르파리툴롱툴루즈반class=notpageimage\| 2023–24 톱 14 시즌의 팀 위치 | 바욘네보르도카스트르클레르몽페랑라 로셰유리옹몽펠리어포페르피냥낭테르파리툴롱툴루즈반class=notpageimage\| 2023–24 톱 14 시즌의 팀 위치 | 툴롱                   |
| 스타드 마르셀-미셸랭     | 바욘네보르도카스트르클레르몽페랑라 로셰유리옹몽펠리어포페르피냥낭테르파리툴롱툴루즈반class=notpageimage\| 2023–24 톱 14 시즌의 팀 위치 | 바욘네보르도카스트르클레르몽페랑라 로셰유리옹몽펠리어포페르피냥낭테르파리툴롱툴루즈반class=notpageimage\| 2023–24 톱 14 시즌의 팀 위치 | 바욘네보르도카스트르클레르몽페랑라 로셰유리옹몽펠리어포페르피냥낭테르파리툴롱툴루즈반class=notpageimage\| 2023–24 톱 14 시즌의 팀 위치 | 스타드 마욜            |
| 수용 인원: 19,357        | 바욘네보르도카스트르클레르몽페랑라 로셰유리옹몽펠리어포페르피냥낭테르파리툴롱툴루즈반class=notpageimage\| 2023–24 톱 14 시즌의 팀 위치 | 바욘네보르도카스트르클레르몽페랑라 로셰유리옹몽펠리어포페르피냥낭테르파리툴롱툴루즈반class=notpageimage\| 2023–24 톱 14 시즌의 팀 위치 | 바욘네보르도카스트르클레르몽페랑라 로셰유리옹몽펠리어포페르피냥낭테르파리툴롱툴루즈반class=notpageimage\| 2023–24 톱 14 시즌의 팀 위치 | 수용 인원: 17,500      |
|                          | 바욘네보르도카스트르클레르몽페랑라 로셰유리옹몽펠리어포페르피냥낭테르파리툴롱툴루즈반class=notpageimage\| 2023–24 톱 14 시즌의 팀 위치 | 바욘네보르도카스트르클레르몽페랑라 로셰유리옹몽펠리어포페르피냥낭테르파리툴롱툴루즈반class=notpageimage\| 2023–24 톱 14 시즌의 팀 위치 | 바욘네보르도카스트르클레르몽페랑라 로셰유리옹몽펠리어포페르피냥낭테르파리툴롱툴루즈반class=notpageimage\| 2023–24 톱 14 시즌의 팀 위치 |                        |
| 라로셸                   | 바욘네보르도카스트르클레르몽페랑라 로셰유리옹몽펠리어포페르피냥낭테르파리툴롱툴루즈반class=notpageimage\| 2023–24 톱 14 시즌의 팀 위치 | 바욘네보르도카스트르클레르몽페랑라 로셰유리옹몽펠리어포페르피냥낭테르파리툴롱툴루즈반class=notpageimage\| 2023–24 톱 14 시즌의 팀 위치 | 바욘네보르도카스트르클레르몽페랑라 로셰유리옹몽펠리어포페르피냥낭테르파리툴롱툴루즈반class=notpageimage\| 2023–24 톱 14 시즌의 팀 위치 | 몽펠리어               |
| 스타드 마르셀-데플랑드르 | 바욘네보르도카스트르클레르몽페랑라 로셰유리옹몽펠리어포페르피냥낭테르파리툴롱툴루즈반class=notpageimage\| 2023–24 톱 14 시즌의 팀 위치 | 바욘네보르도카스트르클레르몽페랑라 로셰유리옹몽펠리어포페르피냥낭테르파리툴롱툴루즈반class=notpageimage\| 2023–24 톱 14 시즌의 팀 위치 | 바욘네보르도카스트르클레르몽페랑라 로셰유리옹몽펠리어포페르피냥낭테르파리툴롱툴루즈반class=notpageimage\| 2023–24 톱 14 시즌의 팀 위치 | GGL 스타디움           |
| 수용 인원: 16,700        | 바욘네보르도카스트르클레르몽페랑라 로셰유리옹몽펠리어포페르피냥낭테르파리툴롱툴루즈반class=notpageimage\| 2023–24 톱 14 시즌의 팀 위치 | 바욘네보르도카스트르클레르몽페랑라 로셰유리옹몽펠리어포페르피냥낭테르파리툴롱툴루즈반class=notpageimage\| 2023–24 톱 14 시즌의 팀 위치 | 바욘네보르도카스트르클레르몽페랑라 로셰유리옹몽펠리어포페르피냥낭테르파리툴롱툴루즈반class=notpageimage\| 2023–24 톱 14 시즌의 팀 위치 | 수용 인원: 15,697      |
|                          | 바욘네보르도카스트르클레르몽페랑라 로셰유리옹몽펠리어포페르피냥낭테르파리툴롱툴루즈반class=notpageimage\| 2023–24 톱 14 시즌의 팀 위치 | 바욘네보르도카스트르클레르몽페랑라 로셰유리옹몽펠리어포페르피냥낭테르파리툴롱툴루즈반class=notpageimage\| 2023–24 톱 14 시즌의 팀 위치 | 바욘네보르도카스트르클레르몽페랑라 로셰유리옹몽펠리어포페르피냥낭테르파리툴롱툴루즈반class=notpageimage\| 2023–24 톱 14 시즌의 팀 위치 |                        |
| 페르피냥                 | 포 | 바욘 | 카스트르 | 반                     |
| 스타드 에메-지랄         | 스타드 뒤 아모 | 스타드 장-도제 | 스타드 피에르-파브르 | 스타드 드 라 라빈      |
| 수용 인원: 14,593        | 수용 인원: 14,588 | 수용 인원: 14,370 | 수용 인원: 12,300 | 수용 인원: 11,303      |
|                          | | | |                        |

## 클럽의 경제력
2024년 현재, 톱 14의 TV 권리는 유럽의 다른 리그들보다 앞서 있다.
2010년까지 톱 14는 클럽들의 경제적 강도가 크게 상승했다. 높은 관중 수, 대규모 TV 권리 계약, 공공 보조금, 유로 환율 상승 등으로 인해 톱 14 클럽들의 전체 예산이 크게 증가했다. 2011-2012 시즌에는 네 개의 클럽이 2천만 유로를 초과하는 예산을 보유했다: 툴루즈 (33), 클레르몽 (24), 라싱 메트로 [현재 라싱 92] (22), 스타드 프랑세 (21). 톱 14의 평균 선수 연봉은 2010년 기준으로 약 153,700 달러로 추정되며 (영국 프리미어리그의 123,000 달러와 비교됨), 톱 14 클럽들은 많은 국제 선수들을 유치하고,  유럽의 가장 유명한 클럽 중 하나로
부상했다.

## 형식 및 구조

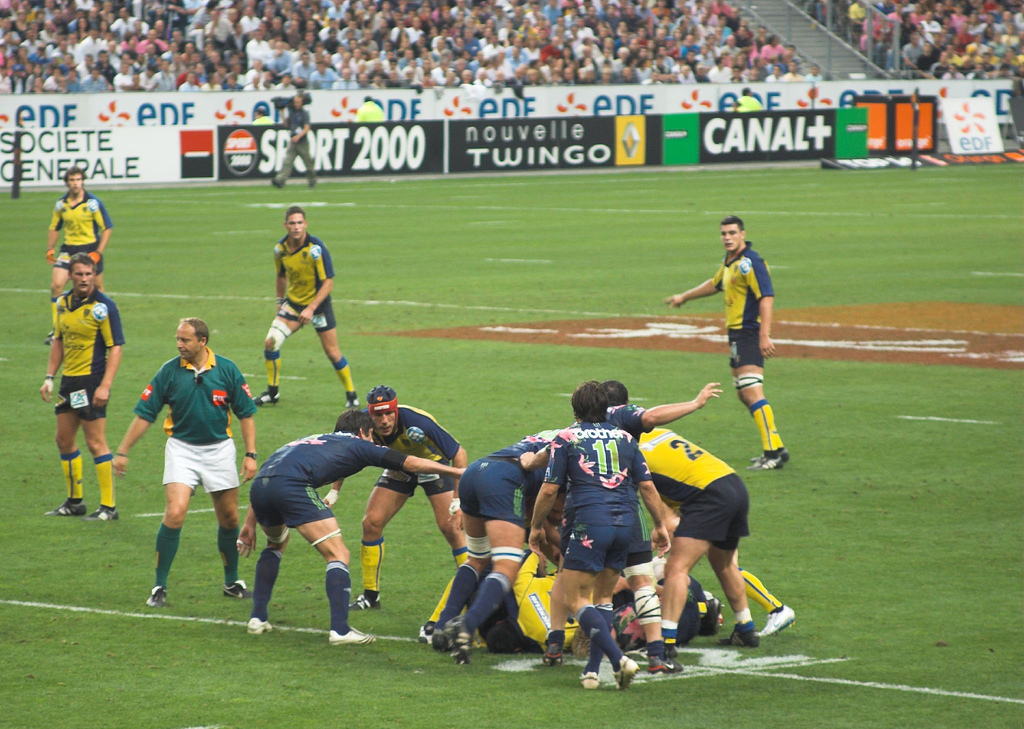
2007년 톱 14 결승전: ASM vs 스타드 프랑세

톱 14는 프랑스 전역의 14개 프로 럭비 유니온 클럽이 경쟁하는 리그이다. 국내 시즌은 8월부터 6월까지 진행된다. 각 클럽은 정규 시즌 동안 26경기를 치른다 – 26 라운드의 경기에서. 오랫동안 시즌은 두 부분으로 나뉘어 일정이 잡혔으며, 두 부분 모두 동일한 순서로 진행되었다. 시즌의 전반부에서 홈 경기인 팀은 후반부에서 원정 경기를 하게 된다. 그러나 현재는 이 엄격한 순서가 폐지되었고, 시즌은 여전히 대체로 두 부분으로 나뉜다. 8월에서 6월까지 진행되는 경기 중에는 시즌 중간에 휴식 기간이 있으며, 유럽 클럽 대회(2014–2015 시즌부터 챔피언스 컵과 챌린지 컵)와 6개국 챔피언십, 많은 프랑스 선수들이 참가하고 일부 유럽 강국 선수들도 참가한다. 월드컵 해에는 일정이 조정될 수 있다; 특히 2007–08 시즌은 프랑스에서 열린 2007년 럭비 월드컵과 겹쳤다. 이 시즌에는 톱 14가 6개국 챔피언십 주말과 일부 하이네켄 컵 주말에도 경기를 진행했다.
톱 14는 리그 내셔널 드 루그비 (LNR)에 의해 운영된다. LNR은 프랑스 내 프로 럭비 리그를 운영하며 (톱 14와 프로 D2 포함), 톱 14와 프로 D2 간에는 승강제 시스템이 있다. 2017–18 시즌부터는 정규 시즌 종료 후 테이블에서 가장 낮은 위치에 있는 클럽만이 자동 강등된다. 프로 D2의 플레이오프 챔피언은 자동 승격되며, 톱 14에서 2번째로 낮은 클럽과 프로 D2의 플레이오프 준우승자가 맞붙어 다음 시즌 톱 14와 프로 D2에 각각 속할 클럽을 결정한다. 2009–10 시즌부터 톱 14의 결승 토너먼트는 3라운드로 구성된다. 테이블에서 3위부터 6위까지의 팀이 8강전을 치르며, 3위와 4위 팀이 홈 경기를 한다. 승자들은 2위와 1위 시드 팀과 준결승에서 맞붙으며, 승자들이 스타드 드 프랑스에서 결승전을 치른다 (단, 2016년 결승은 프랑스가 UEFA 유로 2016를 주최한 일정 충돌로 인해 캄프 누에서 열렸다). 이전 시즌에는 상위 4팀만 준결승에 진출할 수 있었다. 많은 다른 주요 럭비 대회(예: 갤러거 프리미어십, 미터 10 컵, 커리 컵, 그리고 2009년부터 2010년까지의 셀틱 리그/프로12)와 달리, 톱 14는 전통적으로 준결승을 중립 지역에서 개최했다.
플레이오프 형식과 관계없이 톱 14 상위 6팀은 이전 시즌의 하이네켄 컵에서 유럽 컵 대회의 자격을 얻었다. 2013–14 시즌부터는 최소 6팀이 유럽 럭비 챔피언스 컵에 진출한다. 2009–10 시즌 전에는 7위 팀도 프랑스 클럽이 해당 시즌 하이네켄 컵에서 영국 프리미어십 팀이나 이탈리아 팀보다 더 멀리 진출한 경우 자격을 얻었다. 유럽 자격 시스템은 2009–10 시즌에 변경되었지만, 하이네켄 컵의 정상적인 6팀은 변하지 않았다. 챔피언스 컵의 프랑스 팀 기본 수는 6팀으로 유지되지만, 7번째 프랑스 팀의 자격 획득 방법은 이전 유럽 시즌 성과에서 포스트 시즌 플레이오프로 변경되었다. 2014–15 시즌의 챔피언스 컵 최초에는 톱 14와 잉글랜드의 7위 팀 간의 플레이오프가 포함되었다. 이후 시즌에는 두 팀이 프로12의 팀과 함께 참가하게 된다.
이전에는 톱 16의 첫 번째 단계에서 팀이 두 개의 8개 팀 풀로 나뉘어졌다. 이어서 두 번째 단계에서는 상위 8팀이 준결승 진출을 위해 경쟁하고, 하위 8팀이 강등을 피하기 위해 싸웠다. 2004–05 시즌에는 16개 팀의 단일 풀이 구성되었으며, 상위 4팀이 시즌 종료 시 4팀 플레이오프에 진출하여 챔피언을 결정했다. 2005–06 시즌부터 2008–09 시즌까지는 14개 팀의 단일 풀이 운영되었으며, 시즌 종료 시 4팀 플레이오프가 있었다. 2009–10 시즌에도 단일 풀이 유지되었으나, 플레이오프는 6팀으로 확대되었다.
LNR은 대부분의 다른 주요 국내 대회와 약간 다른 보너스 포인트 시스템을 사용한다. 경기 결과와 상관없이 4개의 트라이를 기록한 팀에게 보너스 포인트를 부여하는 대신, 프랑스에서는 상대팀보다 3개의 트라이(15점) 이상을 기록한 승리 팀에게 보너스 포인트를 부여한다. 이 시스템은 표준 시스템에서는 불가능한 두 가지 시나리오를 만들어냈다:
- 패배 팀이 두 개의 보너스 포인트를 얻는 경우. (트라이 수에 따른 "공격적" 보너스 포인트는 프랑스에서 승리 팀만 획득할 수 있다.)
- 무승부 경기에서 양 팀 모두 보너스 포인트를 얻는 경우. (위의 "공격적" 보너스 포인트와 관련이 있으며, "수비적" 보너스 포인트는 패배 팀만 획득할 수 있다.)

2014–15 시즌부터 LNR은 보너스 포인트 시스템을 추가로 조정했다. 패배 팀이 보너스 포인트를 얻을 수 있는 패배 점수 차이는 7점에서 5점으로 줄어들었다.

## 유럽 대회
톱 14는 프랑스 클럽의 유럽 클럽 대회 자격을 위한 경로로 사용된다. 2014–15 시즌부터 톱 14 팀들은 새로운 유럽 클럽 럭비 대회인 유럽 럭비 챔피언스 컵과 유럽 럭비 챌린지 컵에 참가한다. 챔피언스 컵과 챌린지 컵은 이전의 유럽 대회인 하이네켄 컵과 암린 챌린지 컵을 대체했다.
새로운 구조 하에서는, 톱 14 테이블 상위 6팀이 다음 시즌 챔피언스 컵에 직접 진출한다. 7위 팀은 추가 챔피언스 컵 자리를 위한 플레이오프에 진출한다. 2013–14 시즌에는 톱 14 클럽과 영국 프리미어십의 7위 팀이 플레이오프를 진행했다. 초기 계획에서는 이후 시즌에도 프로12의 셀틱 국가와 이탈리아 팀이 포함될 예정이었다. 일정 충돌로 인해 2014–15 시즌 이후의 플레이오프에는 한 개의 프로12 팀만 포함되었다. 2015–16 유럽 시즌의 시작이 2015 럭비 월드컵과 겹쳤기 때문에, 플레이오프는 완전히 폐지되었으며 2016–17 시즌의 마지막 챔피언스 컵 자리는 2016 챌린지 컵의 승자에게 부여되었다.
하이네켄 컵 시대에는 프랑스 클럽이 최소 6팀이 하이네켄 컵에 자격을 갖췄으며, 프랑스 클럽이 하이네켄 컵과 챌린지 컵에서의 성과에 따라 7위 팀이 자격을 얻을 수 있었다.
챔피언스 컵에 자격을 갖추지 못한 모든 톱 14 클럽은 자동으로 챌린지 컵에 진출한다. 이는 모든 톱 14 클럽이 주어진 시즌 동안 유럽 대회에 참가한다는 것을 의미한다.
프랑스 클럽은 유럽 대회에서 성공을 거두었다. 최초의 하이네켄 컵인 1995–96 시즌에서 툴루즈가 우승하였고, 이후 2003년, 2005년, 2010년, 2021년 및 2024년에 5회 더 챔피언 타이틀을 획득했다. 브리브는 두 번째 시즌인 1997년에서 우승하였고, 툴론은 2013년, 2014년 및 2015년에 3회 연속 우승했다. 라 로셸은 2022년과 2023년에 두 차례 우승하였으며, 두 차례 결승에서 레스터를 상대로 승리했다. 하이네켄 컵 및 챔피언스 컵에서의 프랑스 성공 외에도, 하위 유럽 대회에서도 유사한 성과를 거두었다. 유럽 챌린지 컵의 첫 네 결승(1997–2000)은 모두 프랑스 클럽의 대결이었다. 이후, 6개 프랑스 클럽(클레르몽 2007년 및 2019년, 비아리츠 2012년, 몽펠리어 2016년 및 2021년, 스타드 프랑세 2017년, 리옹 2022년 및 툴론 2023년)이 이 대회에서 우승했다. 이제 종료된 유럽 쉴드, 챌린지 컵에서 탈락한 클럽들을 위한 보충 대회는 2003–05 시즌 동안 세 차례 프랑스 팀이 우승했다.

## 마케팅

### 방송 권리
| 지역                        | 권리 보유자                                         | 출처   |
| --------------------------- | --------------------------------------------------- | ------ |
| 프랑스                      | Groupe Canal+                                       | [ 9 ]  |
| 프랑스                      | France Télévisions (결승전만)                       | [ 10 ] |
| 오스트레일리아              | BeIN Sports                                         | [ 11 ] |
| 캐나다                      | FloSports                                           | [ 12 ] |
| Caribbean                   | Canal+ Caraïbes                                     |        |
| Central Asia                | Setanta Sports                                      | [ 13 ] |
| 아일랜드                    | Premier Sports                                      | [ 14 ] |
| 일본                        | TV 아사히 (2022년까지)                              | [ 15 ] |
| Latin America (브라질 제외) | ESPN                                                | [ 16 ] |
| Latin America (브라질 제외) | Star+                                               | [ 16 ] |
| 뉴질랜드                    | Sky Sports via BeIN Sports                          | [ 13 ] |
| Pacific Islands             | Digicel                                             | [ 13 ] |
| 남아프리카 공화국           | SABC (결승전만)                                     | [ 13 ] |
| Sub-Saharan Africa          | Canal+ Afrique                                      | [ 13 ] |
| 영국                        | Viaplay Sports                                      | [ 14 ] |
| 미국                        | FloSports                                           | [ 12 ] |
| 전 세계                     | TV5Monde (10경기: RS 종료 후 5경기, 결승까지 5경기) | [ 13 ] |

### 스폰서십
다음 브랜드와 회사들은 2022–23 시즌의 톱 14를 후원했다:
| - GMF – 메인 스폰서 - Société Générale – 메인 스폰서 - Intermarché – 공식 스폰서 - Groupe Canal+ – 공식 방송사 - Alain Affelou – 공식 공급업체 - Andros – 공식 공급업체 - Brico Dépôt – 공식 공급업체 - Defender – 공식 공급업체 - IAD – 공식 공급업체 - Synergie – 공식 공급업체 | - Betclic – 베팅 스폰서 - Tissot – 시간 측정 스폰서 - La Poste – 심판 스폰서 - Cordier – 공식 브랜드 - Schneider Consumer Group – 공식 브랜드 - Smart Good Things – 공식 브랜드 |

## 총 우승 횟수
다음 클럽들이 타이틀을 획득하였다:
굵은 글씨는 2023–24 톱 14 시즌에서 활약 중인 클럽을 나타낸다.
| 클럽                    | 우승 횟수 | 준우승 횟수 | 우승 시즌 |
| ----------------------- | --------- | ----------- | --- |
| 스타드 투울루즈         | 23        | 7           | 1912, 1922, 1923, 1924, 1926, 1927, 1947, 1985, 1986, 1989, 1994, 1995, 1996, 1997, 1999, 2001, 2008, 2011, 2012, 2019, 2021, 2023, 2024 |
| 스타드 프랑세           | 14        | 9           | 1893, 1894, 1895, 1897, 1898, 1901, 1903, 1908, 1998, 2000, 2003, 2004, 2007, 2015                                                       |
| AS 베지에               | 11        | 4           | 1961, 1971, 1972, 1974, 1975, 1977, 1978, 1980, 1981, 1983, 1984                                                                         |
| SU 아젠                 | 8         | 6           | 1930, 1945, 1962, 1965, 1966, 1976, 1982, 1988                                                                                           |
| FC 루르드               | 8         | 3           | 1948, 1952, 1953, 1956, 1957, 1958, 1960, 1968                                                                                           |
| 스타드 보르도레         | 7         | 5           | 1899, 1904, 1905, 1906, 1907, 1909, 1911                                                                                                 |
| 라싱 92                 | 6         | 7           | 1892, 1900, 1902, 1959, 1990, 2016 |
| 비아리츠 올림픽         | 5         | 3           | 1935, 1939, 2002, 2005, 2006 |
| 카스트르 올림피크       | 5         | 3           | 1949, 1950, 1993, 2013, 2018 |
| RC 톨로네               | 4         | 9           | 1931, 1987, 1992, 2014 |
| USA 페르피냔            | 4         | 7           | 1938, 1944, 1955, 2009 |
| 아비롱 바욘네           | 3         | 4           | 1913, 1934, 1943 |
| 섹션 팔로즈             | 3         | 0           | 1928, 1946, 1964 |
| ASM 클레르몽 오베르뉴   | 2         | 12          | 2010, 2017 |
| 스타도 타르베 피레네    | 2         | 3           | 1920, 1973 |
| RC 나르본               | 2         | 3           | 1936, 1979 |
| US 페르피냔             | 2         | 2           | 1921, 1925 |
| 리옹 OU                 | 2         | 1           | 1932, 1933 |
| CA 보르도-베글          | 2         | 1           | 1969, 1991 |
| 스타드 몽투아           | 1         | 3           | 1963 |
| 올림피크                | 1         | 2           | 1896 |
| US 퀼랑                 | 1         | 2           | 1929 |
| 몽펠리에 에로 드 러그비 | 1         | 2           | 2022 |
| FC 그르노블             | 1         | 1           | 1954 |
| FC 리옹                 | 1         | 0           | 1910 |
| AS 페르피냔             | 1         | 0           | 1914 |
| CS 비엔\|CS 비엔        | 1         | 0           | 1937 |
| US 카르모\|US 카르모    | 1         | 0           | 1951 |
| US 몽토반               | 1         | 0           | 1967 |
| ROC 라 불트-발랑스      | 1         | 0           | 1970 (라 불트 스포츠로 참가) |
| US 다크스               | 0         | 5           | — |
| CA 브리브               | 0         | 4           | — |
| SCUF                    | 0         | 2           | — |
| 스타드 방네레           | 0         | 2           | — |
| 스타드 로셰레           | 0         | 2           | — |
| US 카르카손             | 0         | 1           | — |
| FC 레지냥               | 0         | 1           | — |
| US 코냑                 | 0         | 1           | — |
| SC 마자메               | 0         | 1           | — |
| 니스 UR                 | 0         | 1           | — |
| CS 부르고앵-잘리외      | 0         | 1           | — |
| US 콜로미에             | 0         | 1           | — |
| 유니온 보르도 베글      | 0         | 1           | — |